# كينتية منتفخة
كينتية منتفخة (الاسم العلمي: Physokentia)، جنس نباتات مُزهرة من فصيلة النخلية، موطنها الأصلي بعض جزر غرب المحيط الهادئ.

## الوصف
يشتمل هذا الجنس على الأنواع التالية: العلاقات بين جنس كينتية منتفخة وبعض الأجناس الأخرى من قبيلة Basseliniinae، وخاصة الأجناس المتوطنة في كاليدونيا الجديدة Burretiokentia والنخل الأحدب Cyphophoenix، ليست واضحة.

## الأنواع
- Physokentia avia H.E.Moore - أرخبيل بسمارك
- Physokentia dennisii H.E.Moore - جزر سليمان
- Physokentia insolita H.E.Moore - جزر سليمان
- Physokentia petiolata (Burret) D.Fuller - فيجي
- Physokentia tete (Becc.) Becc. - فانواتو
- Physokentia thurstonii (Becc.) Becc. - فانواتو
- Physokentia whitmorei H.E.Moore - جزر سليمان